# La signorina Julie
La signorina Julie (in svedese Fröken Julie) è una tragedia in atto unico del 1888 di August Strindberg.
Ambientata in una notte d'estate di fine Ottocento in una cittadina svedese, l'opera affronta il tema dell'interazione tra classi sociali e tra il genere maschile e quello femminile, incontro che porta alla difficile comprensione di sensibilità e condizioni profondamente distanti.
Fu oggetto di uno scandalo clamoroso nella società puritana e conformista dell'epoca.
Julie, venticinquenne figlia di un conte, passa la serata di San Giovanni alla festa della servitù, mentre il padre è assente. Cerca di sedurre il giovane cameriere Jean, il quale si dichiara innamorato di lei. Visti dai servitori, decidono di scappare per l'imminente caduta della reputazione della ragazza, ma vengono scoperti dalla cuoca Kristin e non riescono nell'intento. Tornato il conte, Jean si sente colpevole e, dichiarando che il rispetto e la soggezione che prova nei confronti di lui gli impediscono di contrariarlo, suggerisce alla ragazza il suicidio porgendole un rasoio affilato col quale raggiungere lo scopo.
Nonostante le difficoltà di rappresentazione in un mondo puritano come quello della Svezia di fine Ottocento, alla sua uscita La signorina Julie portò a Strindberg la fama mondiale.

## Trama
(La signorina Julie)
La vicenda si svolge in una notte di mezza estate di fine Ottocento. La didascalia di scena colloca l'ambientazione nella cucina di una villa. A sinistra c'è un muro con due armadi o scaffali guarniti di carta crespa pieni di utensili di rame e ferro, sulla destra vi è una porta vetrata, dalla quale si intravede il giardino con una fontana con una statua di Cupido e cespugli di lillà in fiore.
Kristin, la cuoca, è in cucina intenta al lavoro quando entra il suo fidanzato Jean, un servo del Conte. Egli le racconta della signorina Julie e di quanto, secondo lui, ella sia pazza, per via della danza che le ha visto fare con il giardiniere del palazzo, durante la quale la giovane ha invitato anche lui porgendogli il braccio. Jean inizia a mangiare e decide di bere una bottiglia di vino pregiato, appartenente al Conte. Kristin racconta che sta preparando un veleno per far abortire Diana, la cagnetta della signorina. Entra in scena la signorina Julie che invita Jean a ballare con lei. Benché il servitore non desideri farlo per non mettere a rischio la reputazione della nobildonna a causa della loro diversità sociale, si sente costretto ad accettare. Dopo il ballo Jean rientra in cucina dichiarando la pazzia di Julie, che si espone in tal modo alle chiacchiere della società. Kristin gli spiega che la sua stranezza è dovuta al "mensile", intendendo il ciclo mestruale.
La signorina irrompe in scena accusando arrabbiata Jean di essere fuggito nel corso della danza e, dopo una breve discussione, l'uomo inizia a raccontarle la sua vita, spiegando che ha imparato il francese vivendo a Lucerna, in Svizzera. Kristin si addormenta, e Julie, non ascoltando i consigli dell'uomo sul comportamento da tenere fra persone di diversa estrazione sociale e sulle dicerie che potrebbero nascere dalla loro intimità, lo invita ad uscire per raccogliere lillà. Al rientro la signorina cerca di sedurlo, ma egli è ritroso, fino a quando prova però a baciarla. Julie lo ferma sgridandolo e chiedendogli se è mai stato innamorato; Jean le confessa di essere innamorato proprio di lei e di aver perfino pensato di uccidersi a causa della loro diversità sociale.
Il dialogo continua nonostante Jean le chieda di andarsene perché la gente sta per accorgersi di loro: sono in arrivo i domestici, che cantano una canzone e accusano la contessina di essere stata insieme al servo. I due decidono di non farsi vedere nascondendosi in camera di Jean e, al rientro in cucina, il giovane affronta il problema dell'impossibilità di continuare a vivere insieme in quella casa e suggerisce di scappare in Svizzera o sul lago di Como, dove potrebbero aprire un albergo, sogno che rimane però tale, vista la mancanza di fondi di entrambi. Julie ha paura dell'accaduto e scoppia un alterco, nel corso del quale ella racconta tutta la sua storia: del passato della madre e di come suo padre l'abbia forzata a sposarlo, di come sia nata senza essere desiderata dalla genitrice e, cosa peggiore, come figlia illegittima. Dopo una lunga discussione Jean la convince a rubare soldi dalla cassaforte del padre e a scappare con lui. Rimane solo ad aspettarla, quando torna Kristin. Scoperto quello che è successo, la cuoca sgrida Jean invitandolo ad andare con lei a messa e a dimettersi il prima possibile. Mentre la cuoca va a prepararsi per la funzione, torna Julie, vestita e pronta per partire, con il suo uccellino che vuole portare con sé. Jean la convince a non farlo, ma quando la ragazza dice che preferisce vederlo morto piuttosto che lasciarlo in mani altrui, Jean lo uccide. La signorina sprofonda nella paura di essere scoperta quando rientra Kristin, che scopre i loro piani. Julie cerca di convincerla a venire con loro, ma la cuoca litiga con lui per via del tentativo di fuga.
Dopo una discussione la ragazza propone di suicidarsi come unica soluzione possibile, ma Jean cerca di distoglierla dall'irreparabile intento, quando viene annunciato l'arrivo del Conte. Jean spiega che subisce l'autorità di questi e che, anche per il rispetto nei suoi confronti, non desidera contrariarlo; quando la signorina Julie gli chiede aiuto per uscire dalla situazione, Jean le tende un rasoio. La signorina lo ringrazia e va fuori di scena, dove si ucciderà.

## Origini

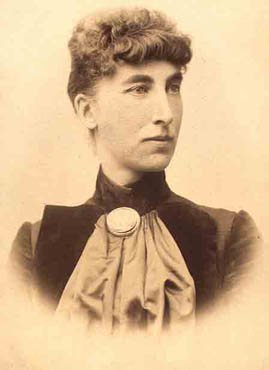
La scrittrice Victoria Benedictsson.

La tragedia venne scritta da Strindberg all'età di trentanove anni, tra la fine di luglio ed il 10 agosto 1888, nella tenuta di Skovlyst nei pressi di Holte, mentre la prefazione fu stesa tra il 10 ed il 15 agosto.
Dopo essersi recato a Copenaghen per la prima de Il padre nel novembre dell'anno precedente, Strindberg si sistemò con sua moglie e i tre figli nel villaggio di Lyngby, non lontano dalla città. Si stabilirono per un certo tempo nelle camere libere di un castello appartenente ad una donna eccentrica, sui quarant'anni, che si faceva chiamare contessa Frankenau, pur non essendo di nobile nascita. Il castello era gestito dal suo notaio Ludvig Hansen, dall'aspetto di uno zingaro, con il quale ella sembrava avere una relazione amorosa.
Il drammaturgo prese spunto da questa situazione per il nodo centrale della vicenda che occorre ne La signorina Julie, anche se più tardi si scoprì che i due non avevano una relazione ma erano fratelli, in quanto l'uomo era figlio illegittimo del padre di lei, fatto tenuto nascosto per la memoria del defunto genitore. Un altro punto di raccordo con la vicenda del dramma è il senso di inferiorità sociale che Strindberg provava per sua moglie Siri, una baronessa. Il drammaturgo, figlio di una serva, per tutta la vita covò risentimento contro le classi alte. A dar voce a ciò inserisce nella tragedia il cameriere Jean.
Inoltre, tra gli elementi che hanno ispirato l'opera sembra vi sia il suicidio per amore di Victoria Benedictsson, una scrittrice svedese.

## Contesto storico
La tragedia è ambientata nella Svezia coeva di Strindberg, in una villa nobiliare ottocentesca di stile neoclassico. Il contesto sociale è caratterizzato dalle discrepanze della società scandinava del XIX secolo, ovvero dalle posizioni spesso contraddittorie di un'aristocrazia che si sta indebolendo e i suoi rapporti con una classe medio-bassa che, dal canto suo, desidera assurgere a borghesia.

## Commento

### I personaggi
(Julie, La signorina Julie)

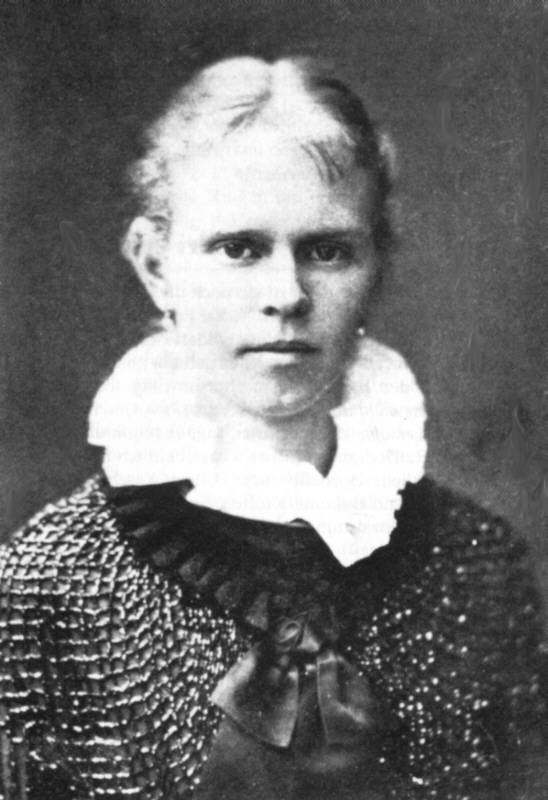
Siri von Essen, moglie di Strindberg, prima ad interpretare la signorina Julie

Julie è la protagonista del dramma, che porta del resto il suo nome. Contessina, ha il ruolo di seduttrice del giovane servo Jean. Nella prima messinscena allo Studentersamfundet del 14 marzo 1889 il ruolo fu della moglie di Strindberg, Siri von Essen, già ex attrice del Teatro Reale di Svezia, che recitava in lingua svedese. La sua interpretazione fu però considerata troppo fredda rispetto al ruolo di seduttrice richiesto. La protagonista, che non regge il peso delle emozioni provate, finisce suicida.
Dall'analisi di Strindberg stesso, come specifica nella sua prefazione a La signorina Julie, il personaggio rappresenta due simboli, due significati, due aspetti base che la compongono. Il primo è l'essere una mezza donna, che odia gli uomini; questo, secondo l'autore, sarebbe un sinonimo di corruzione: questa donna sentirebbe la differenza che la tiene distante dal potere maschile.
Il secondo è quello della nobiltà dell'antico guerriero; una vittima dell'influenza che sua madre ha avuto su di lei, una vittima dei problemi della propria epoca, delle circostanze; questo, dice l'autore, rientra nel concetto di destino e della "legge dell'universo". È proprio con questo aspetto che spiega l'atto finale compiuto dalla donna: il suicidio, come un Hara-kiri; anche se Jean, il servo, "può continuare a vivere, la ragazza non può farlo perché non potrebbe vivere senza onore".
(Jean, La signorina Julie)
Jean è un servo della casa, fidanzato della cuoca Kristin.
Fu interpretato nel corso della prima dall'attore danese Viggo Schiwe (che recitava in lingua danese a differenza di Von Essen, che rispondeva in svedese). In lui si riversano dialoghi e motivi che rispecchiano un certo autobiografismo strindberghiano. Innamorato di Julie, le proporrà di fuggire, ma su di lui pesa la differenza sociale e l'enorme paura verso il conte.
(Kristin, La signorina Julie)
Kristin è la cuoca della casa, interpretata alla prima da Anna Pio. Il suo personaggio è di forte contrasto all'animo irrequieto di Jean: senza sfumature, sa che il suo destino è legato alla classe sociale alla quale appartiene.

### La prefazione di August Strindberg

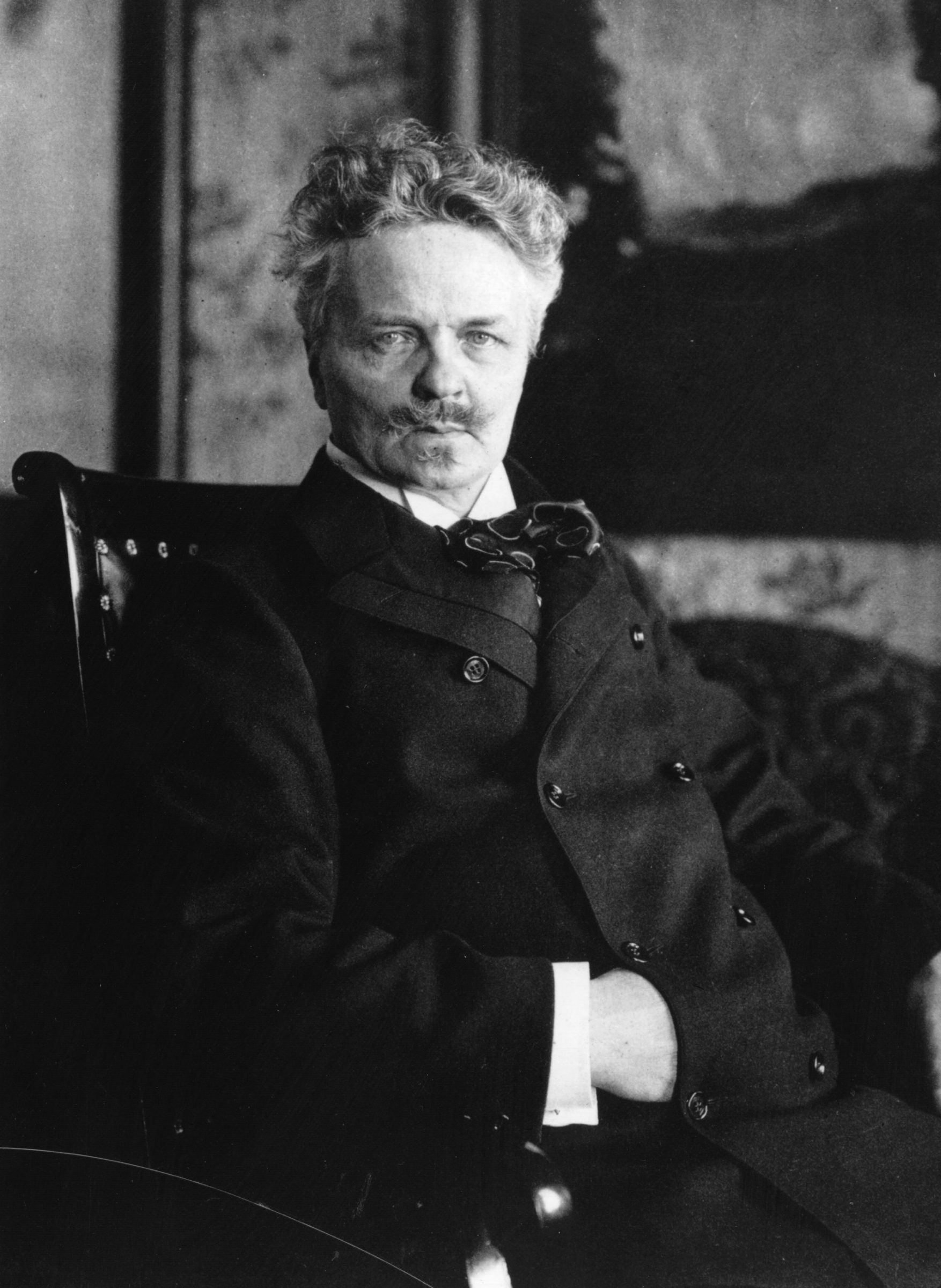
L'autore August Strindberg.

Nella prefazione a La signorina Julie, composta contestualmente alla scrittura del testo, Strindberg riversa le sue idee riguardo al teatro; nella sua visione quest'arte, "così come le arti in generale", ha sempre rappresentato una Biblia pauperum, ossia una Bibbia illustrata che può essere letta dagli analfabeti. Cominciando in questo modo, prosegue giustificando e spiegando il suo metodo di pensiero che porta alla creazione del testo. Nella sua visione il drammaturgo è colui che porta le idee contemporanee ad avere una forma popolare, che possa andare bene per le classi medie; come egli stesso dice: "il teatro è sempre stato una principale forma di istruzione per i giovani, i semi-educati, le donne, tutti quelli che conservano l'umile facoltà di ingannarsi e di essere ingannati. In poche parole, accettare l'illusione, e reagire ai suggerimenti dell'autore". Spiega inoltre di come il teatro, in quel periodo, stava per essere lasciato da parte come una forma morente, al pari della religione, la quale non aveva più le condizioni necessarie per avere successo. Afferma che la crisi teatrale europea si è generata poiché "in quelle fortezze culturali dove si sono formati i più grandi pensatori dell'epoca, Inghilterra e Germania, l'arte di scrivere drammi è, come la maggior parte delle belle arti, morta." In altri paesi molti autori hanno provato a mettere le proprie idee in forme più classiche di scrittura, ma il pubblico, non essendo educato a capire le questioni soggette, non ha potuto portare queste prove al successo; in poche parole, "il vino nuovo faceva scoppiare le botti vecchie".
Nelle opere precedenti l'autore spiega di aver provato a modernizzare il teatro, senza comunque inventare niente di nuovo, in modo che potesse andare incontro alla richiesta del pubblico, e di aver utilizzato come argomenti principali della tragedia temi che trovava di permanente interesse: l'ascesa ed il declino sociale, la posizione più alta e più bassa nella scala sociale, il meglio e il peggio, l'uomo e la donna.
Spiega il perché della tragicità della situazione sociale che troviamo riflessa nell'opera: la decadenza sociale dell'eroina ci fa compassione per la nostra debolezza nel temere la stessa sorte se ci trovassimo nella sua situazione, e ciò instaura un'immedesimazione, nonostante non sia detto che la condizione esistenziale dello spettatore sia più facile di quella della signorina Julie. Nella sua mente, la "gioia di vivere" si scontra con la crudeltà della vita che innegabilmente la soffoca. Dal punto di vista della critica al suo operato, il drammaturgo afferma che in molti non apprezzeranno la tragedia perché il motivo stesso che anima la trama non è di facile intendimento ed esistono molti punti di vista da considerare. Espone così il tema del suicidio, delle motivazioni che vi spingono la signorina Julie: il carattere di sua madre, l'educazione del padre, il suo stesso carattere, la suggestiva influenza che il fidanzato riesce ad esercitare sulla sua mente debole. E ancora: l'atmosfera festiva della notte di mezza estate, l'assenza della figura paterna, le mestruazioni, l'associazione con gli animali, l'afrodisiaca influenza dei fiori e, soprattutto, il caso in cui si è trovata in una stanza privata con Jean ed il suo desiderio sessuale nei confronti del giovane. Questa molteplicità di motivi sono tipici dell'epoca, afferma lo scrittore. In seguito sottolinea come i personaggi debbano avere molti lati, non un carattere lineare e ben caratterizzato come nel teatro precedente, e che la sfida di raccogliere i numerosi aspetti psicologici di essi sia accettabile solo dai naturalisti in quanto profondi conoscitori dell'uomo attraverso l'osservazione.
Le sue "anime", così chiama le dramatis personae che animano La signorina Julie, "sono un'agglomerazione di culture passate e presenti, note da giornali e libri, frammenti di umanità".
Strindberg focalizza poi il discorso sulle caratteristiche del dramma, di come il dialogo sia stato pensato, in modo da rendere i personaggi reali, cioè eliminando ogni simmetria e rendendo il tutto più irregolare, come succede nella vita vera; di come la trama si svolga, basandosi sulla psicologia di ognuno; della sua scelta di eliminare tutti gli intervalli - e quindi gli atti - in modo da dare più potere all'"autore ipnotista", eliminando la possibilità che il pubblico non resti concentrato e che rifletta sulla tragedia prima che sia finita; dell'uso dei monologhi, delle sue scelte scenografiche ovvero cercando di simulare un ambiente reale, del trucco; realistico, delle luci; che cercano di ritrarre l'illuminazione reale dell'ambiente che si vuole realizzare, e collegando tutto questo alle sue ragioni filosofiche sulla tragedia e di come, cambiando tutto questo, sia riuscito a creare il primo dramma naturalista. Chiude con questo periodo:
(August Strindberg, prefazione alla signorina Julie)

### Il naturalismo
La concentrazione dell'opera in un solo atto, che la rende sintetica ed immediata, è dovuta allo studio della lezione naturalistica di Émile Zola, alla scrittura drammaturgica di Henrik Ibsen e alla lettura attenta della Poetica di Aristotele.
Tra i fondamenti teorici del naturalismo vi era la concezione che la psicologia umana dovesse essere considerata alla stessa stregua dei fenomeni della natura perché anch'essi accadevano con il medesimo svolgersi di causa ed effetto. Non venivano messe in discussione le finalità sociali e morali dell'arte ma si riteneva necessario, per migliorare veramente la società, basarsi sulla ricerca del vero.
Il naturalismo si opponeva all'ideologia spiritualistica del periodo romantico per basarsi sulle premesse deterministiche che stavano alla base della filosofia positivista e l'attenzione dei naturalisti veniva posta su quell'aspetto meccanicistico della società che sovrastava l'uomo degradandolo e causandogli ogni male.

## Storia della pubblicazione e prime messe in scena

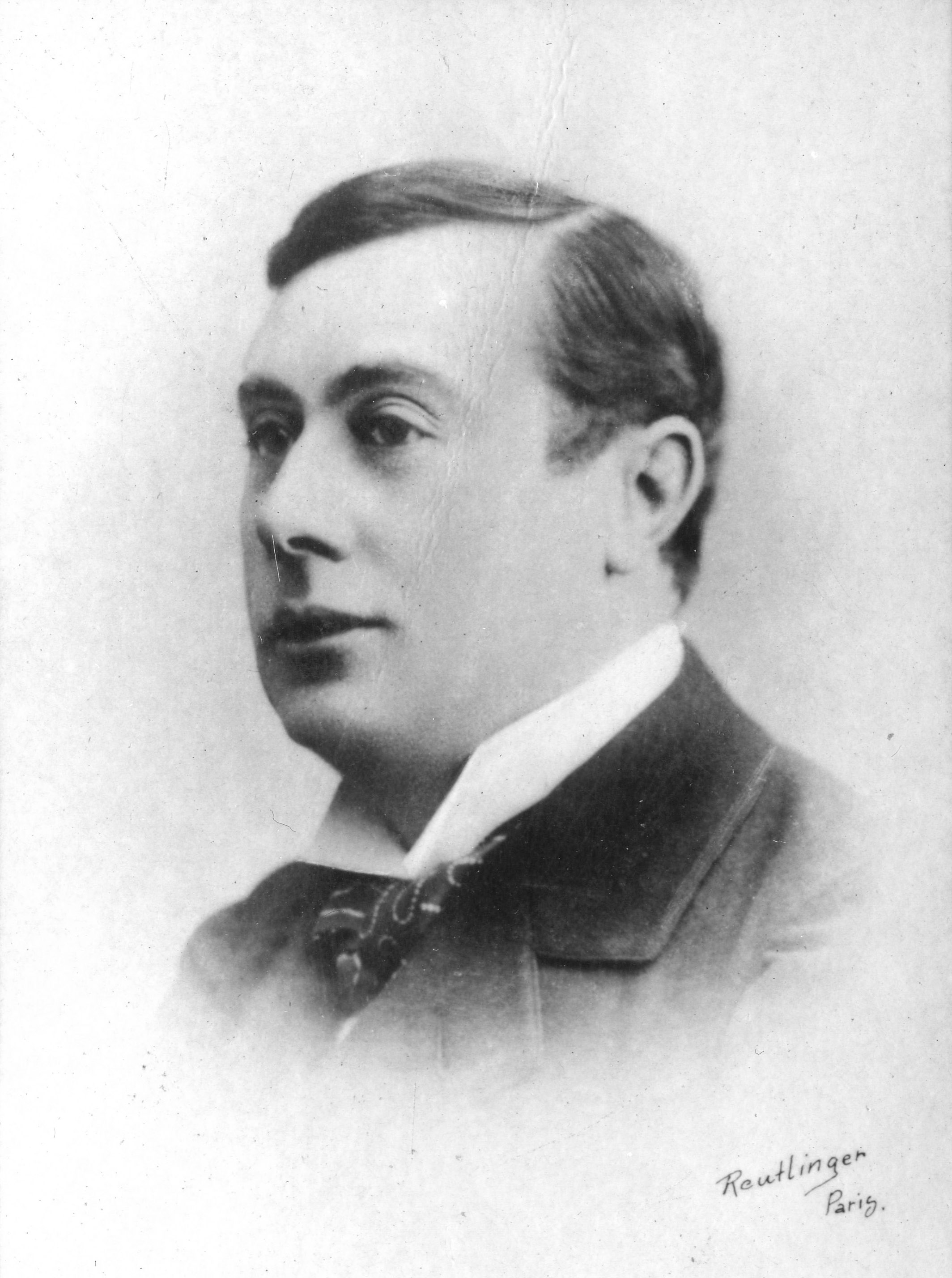
Il regista e attore francese André Antoine, amico e collaboratore di Strindberg.

Poco dopo che Strindberg completò l'opera Il padre, André Antoine, impiegato di una ditta di gas parigina, diede vita a un teatro sperimentale con base a Pigalle chiamato Théâtre Libre, il tipo di luogo che Strindberg aveva sempre sognato. Antoine, che auspicava che questo teatro stimolasse la nascita di una nuova generazione di drammaturghi, dichiarò: "ci sarà bisogno di una nuova generazione di attori [...]. L'attore non ripeterà più le sue battute nel modo classico; le dirà naturalmente [...]. L'azione drammatica sarà semplificata con un ritorno alla realtà e ai gesti naturali [...]. È importante notare che questa apparente "rivoluzione" è solo un ritorno alla grande tradizione [...]. Non ha Molière stesso, in due o tre istanze, detto che c'è la necessità per un attore di recitare come parla?".
Le idee di Antoine e il successo del suo teatro esercitarono una grande influenza su Strindberg, come si nota anche nella prefazione de La signorina Julie, che rievoca molti pensieri di Antoine. La sua affermazione di voler vedere un attore completamente di spalle in una scena importante è un chiaro riferimento alla famosa abitudine di Antoine di girarsi e dare le spalle al pubblico a lungo, cosa non comune all'epoca; non a caso il Théâtre Libre era somprannominato "il didietro di Antoine".
Strindberg mandò il testo de Il padre ad Antoine, che gli disse subito che lo avrebbe prodotto immediatamente. Ma la storia de La signorina Julie fu più complessa di quella dello spettacolo precedente. Inizialmente, nell'agosto 1888, inviò trionfante il manoscritto al suo editore di Stoccolma, Bonnier, con la nota:
(August Strindberg)
Undici giorni dopo Strindberg ricevette la risposta di Bonnier: "È troppo rischiosa, troppo naturalistica per noi, preferiamo non pubblicarla, e penso che sarà molto difficile per te riuscire a farla pubblicare." Strindberg allora offrì la tragedia a un'altra casa produttrice, di Joseph Seligmann, scrivendogli: "Sono passati dieci anni da quando il primo romanzo naturalista svedese è stato stampato da te, con le conseguenze che sappiamo. Adesso ti offro il primo dramma naturalista svedese, scritto come penso che dovrebbe essere, come ho scritto nelle prime pagine". Seligmann accettò La signorina Julie con la riserva di poter fare tagli di censura.
Nonostante queste precauzioni, il testo fu pesantemente attaccato dalla critica, che lo definì "immorale". Ma con l'aiuto di Hans Riber Hunderup (che aveva prodotto e messo in scena Il padre) e altri Strindberg riuscì ad ottenere i fondi per creare il Teatro Sperimentale Scandinavo. Assieme comprarono il piccolo Dagmar Theatre a Copenaghen, con l'idea di aprirlo a gennaio con La signorina Julie. Ma anche se le prove arrivarono fino in fondo, il giorno prima la polizia irruppe a teatro chiudendo lo spettacolo per ordine del censore danese.
Senza demoralizzarsi, Strindberg decise di produrlo all'unione studentesca di Copenaghen e il 14 marzo 1889 riuscì a portarlo in scena davanti a centocinquanta studenti, più un gruppo di critici.
Senza sorpresa alcuna, la rappresentazione non ebbe un grande successo. Tre anni dopo, il 3 aprile 1892, fu allestita a Berlino ma, date le proteste pubbliche, il proprietario del teatro Otto Brahm decise di sopprimerla dopo una singola rappresentazione. L'anno dopo André Antoine realizzò comunque il sogno di Strindberg di mettere l'opera in scena nel suo Théâtre Libre. Nonostante l'ostilità di alcuni critici, Antoine fu decisamente appagato dalla riuscita dello spettacolo: "La signorina Julie ha creato una grande atmosfera, tutto dava un grande impatto al pubblico, il soggetto, il milieu, questa concentrazione in un atto di novanta minuti che aveva una trama da riempire un'intera tragedia lunga. Ci sono state proteste, senza dubbio, ma uno si trovava davanti a qualcosa di veramente nuovo."

## Rappresentazioni e adattamenti

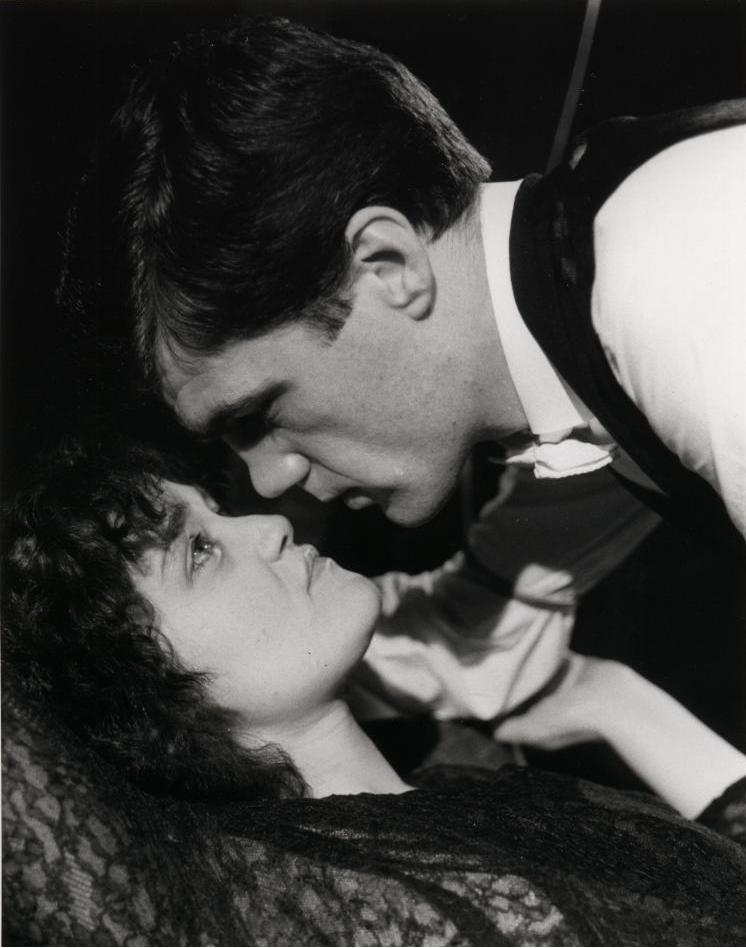
Rappresentazione al Internationalist Theatre con Angelique Rockas (miss Julie) e Garry Cooper (Jean), gennaio 1982.

### Rappresentazioni principali
Dall'inizio del XX secolo il gusto popolare era cambiato a tal punto che La signorina Julie poté essere messa in scena anche in altri paesi. Nel 1902 fu rappresentata a Stoccarda, nel 1903 ad Amburgo, nel 1904 il giovane Max Reinhardt la produsse a Berlino. Lo stesso anno, sedici anni dopo la scrittura dell'opera, fu finalmente data in Svezia. Nel 1905 la tragedia raggiunse New York, in russo, nel 1906 San Pietroburgo. Lo stesso anno fu portata da August Falck nelle province svedesi e a dicembre a Stoccolma, dove fu un gran successo. Nel 1907 l'opera fu presentata nel teatro personale di Strindberg, l'Intima Teatern, con non meno di 134 repliche. Nel 1908 lo scrittore ne fece una versione speciale per George Bernard Shaw, in visita nel paese.
L'opera raggiunse Londra nel 1912, presentata al piccolo dell'Adelphi Theatre da Octavia Kenmore. La capitale inglese da lì in poi (fino al 1990) ne vide sedici revival, alcuni dei quali molto importanti, come nel 1965 all'Old Vic, nel 1971 dalla Royal Shakespeare Company e nel 1983 al Duke of York.
Nel luglio 2006 una nuova traduzione de La signorina Julie di Frank McGuinness è stata prodotta al Theatre Royal di Bath dalla regista Rachel O'Riordan. Ambientata nell'Irlanda del diciannovesimo secolo, questa versione riporta la tensione tra la classe proletaria irlandese e i proprietari terrieri inglesi.

### Trasposizioni cinematografiche e filmati
La signorina Julie è stata filmata cinque volte: nel 1912 in Svezia, nel 1922 in Germania (in una trasposizione con Asta Nielsen e William Dieterle), nel 1947 in Argentina, ancora nel 1951 in Svezia e nel 1973 in Inghilterra, a cura della Royal Shakespeare Company.
Ne sono state fatte cinque versioni in televisione: nel 1972 con Helen Mirren nella parte di Julie e Donal McCann in quella di Jean; nel 1986, Bob Heaney e Mikael Wahlforss ambientarono il dramma in Sudafrica negli anni ottanta, con i due protagonisti appartenenti ad etnie diverse, oltre a classe sociale e genere; è stata basata sulla rappresentazione del 1985 al Baxter Theatre di Città del Capo, con Sandra Prinsloo nel ruolo di Julie e John Kani in quello di Jean. Nel 1987 una versione di Michael Simpson, con Patrick Malahide nel ruolo di Jean e Janet McTeer in quello di Julie. Nel 1991 David Ponting diresse una versione televisiva in cui Sean Galuszka interpretava Jean e Eleanor Comegys Julie. Del 2012 è la versione televisiva italiana "Signorina Giulia", primo film teatrale in 3D della Rai, con l'interpretazione di Valeria Solarino e Valter Malosti (che ne è anche il regista).
Dalla tragedia sono stati tratti tre film: il primo fu diretto da Alf Sjöberg nel 1951, intitolato La notte del piacere, con ottime performance di Anita Bjork e Ulf Palme, che vinse il Grand Prix del Festival di Cannes; è una delle migliori traduzioni di un classico mai fatte. Nel 1999 è Mike Figgis a portare al cinema l'opera, Miss Julie, da una sceneggiatura di Helen Cooper. Saffron Burrows vestiva i panni di Julie e Peter Mullan di Jean. Miss Julie è il titolo dell'ultima (in ordine di tempo) trasposizione cinematografica della tragedia di Strindberg: un film scritto e diretto dalla famosa attrice bergmaniana Liv Ullmann nel 2014, una coproduzione tra Norvegia e Regno Unito. Interpretato da Jessica Chastain e Colin Farrell.

### Testi critici
- Luciano Codignola, Il paradosso di Julie, in Teatro Naturalistico II, Milano, Adelphi, 1982, ISBN 88-459-0508-X.
- (EN) Michael Meyer, Introduction to Miss Julie, in Strindberg Plays: One, Methuen, 1987, ISBN 978-0-413-52160-6.
- Franco Perrelli, Introduzione, in La signorina Julie. Il padre, BUR, Milano, Rizzoli, 1993, ISBN 88-17-16929-3.
- Franco Perrelli, La grande stagione del teatro scandinavo, in Storia del teatro moderno e contemporaneo, Torino, Einaudi, 2008, ISBN 978-88-06-14751-8.
- Franco Perrelli, Strindberg. La scrittura e la scena, Firenze, Le Lettere, 2009, ISBN 978-88-6087-205-0.
- Maurizio Grande, Julie, in Dodici donne (pp. 197-208), Roma, Bulzoni, 2010 (ed. orig. 1994), ISBN 978-88-7870-465-7.

### Traduzioni italiane
- August Strindberg, La signorina Julie, in Teatro Naturalistico II, Introduzione e traduzione a cura di Luciano Codignola, Adelphi, 1982, ISBN 88-459-0508-X.
- August Strindberg, La contessina Julie, traduzione di Gerardo Guerrieri, Torino, Einaudi, 1988, ISBN 978-88-06-59963-8.
- August Strindberg, La signorina Julie, in Il padre. Creditori. La signorina Julie, traduzione di A. Paulucci Di Calboli, Milano, Mursia, 1990, ISBN 978-88-425-0673-7.
- August Strindberg, La signorina Julie, in La signorina Julie. Il padre., Introduzione e traduzione di Franco Perrelli, BUR, Milano, Rizzoli, 1993, ISBN 88-17-16929-3.
- August Strindberg, Signorina Julie, traduzione di Enzo Verrengia, Lune nuove, Nardò, Besa, 1998, ISBN 88-86730-42-X.

### Traduzioni inglesi consultate
- (EN) August Strindberg, Miss Julie, in Strindberg Plays:One, Introduzione e traduzione di Michael Meyer, Methuen, 1987, ISBN 978-0-413-52160-6.